# Gron, Cher
Gron är en kommun i departementet Cher i regionen Centre-Val de Loire i de centrala delarna av Frankrike. Kommunen ligger  i kantonen Baugy som tillhör arrondissementet Bourges. År 2022 hade Gron 469 invånare.

## Befolkningsutveckling
Antalet invånare i kommunen Gron
Referens:INSEE